# 馬希萼
楚恭孝王馬希萼（900年—953年），五代十國時期马楚君主，楚武穆王馬殷之子，馬希聲、馬希範之弟，馬希廣之兄。

## 生平
馬希範在位時任武貞（武平）節度使，鎮守朗州（今湖南常德）。其子马光赞墓志称其为第三子，但南汉皇帝刘晟在书信中称马希萼为“三十舅”。
後漢高祖天福十二年（947年），馬希範去世，將領排除馬希範諸弟中年齡最長的馬希萼，而擁護马希范胞弟馬希廣繼立，因而馬希廣、希萼之弟馬希崇就以馬希廣之繼位違反父親兄終弟及的遺命挑撥馬希萼。
後漢隱帝乾祐二年（949年），馬希萼叛變，率軍南下進攻南楚都城潭州（今湖南長沙），馬希萼戰敗，馬希廣以不願傷其兄為由，放棄追擊。乾祐三年（950年）馬希萼結合蠻族軍再度攻擊馬希廣，並向南唐稱臣，請求發兵攻潭州。馬希廣派軍討伐馬希萼，大敗。馬希萼遂自稱順天王，並與蠻族軍兵圍潭州，守將許可瓊投降，佔領潭州，擒馬希廣。不久，將馬希廣賜死。
馬希萼當初因認為後漢偏袒馬希廣而轉向南唐稱臣，故一改馬殷以來臣服中原的態度，未待冊封即自稱天策上將軍、武安、武平、靜江、寧遠等軍節度使、楚王。登位後，志得意滿，殺戮報復，縱酒荒淫，將事務都交給馬希崇，然而馬希崇也只是交給下屬而已，因此政事混亂，又對士卒不加賞賜，遂軍心思變。
後周太祖廣順元年（951年），王逵、周行逢首先佔據朗州，擁護馬殷長子馬希振之子馬光惠當節度使。數月後的九月十九·戊寅（951年10月22日），徐威等將領兵變，擁護馬希崇為武安留後，馬希萼被囚禁於衡山縣。馬希萼抵衡山後，于九月廿七·丙戌（10月30日）被衡山指挥使廖偃与彭师皓擁立为衡山王。不久，南唐将领边镐率军进入南楚。十月十五·癸卯（11月16日），马希崇率长沙城投降。十一月十三·辛未（12月14日），边镐兵临衡山，迫使马希萼投降，马楚灭亡。馬希萼被南唐任命為江南西道觀察使，仍封楚王。其後在入朝的時候，被南唐元宗李璟留下，三年後在南唐都城金陵（今江蘇南京）去世，得年54虚岁，諡恭孝王。

## 家族列表

### 妻子
- 夫人苑氏
- 乐安郡君孙氏 （ -952）

#### 子
1. 长子 武平軍留後 馬光贊  母乐安郡君孙氏
2. 次子